# Alain Nasreddine
Alain Jean-Paul Mohammed Nasreddine (* 10. Juli 1975 in Montréal, Québec) ist ein ehemaliger kanadischer Eishockeyspieler und derzeitiger -trainer. Er bestritt 74 Partien vier Franchises in der National Hockey League (NHL), kam jedoch überwiegend in Minor Leagues zum Einsatz, wo er insgesamt 962 Partien in der American Hockey League (AHL) und International Hockey League (IHL) absolvierte. Von Dezember 2019 bis Juli 2020 war er als Cheftrainer der New Jersey Devils in der NHL tätig und fungiert aktuell seit Juli 2022 als Assistenztrainer bei den Dallas Stars.

## Karriere
Nasreddine begann seine Karriere 1991 bei den Voltigeurs de Drummondville in der kanadischen Juniorenliga Ligue de hockey junior majeur du Québec (LHJMQ). Der damals erst 16-jährige stellte sein Talent schnell unter Beweis und konnte sich gegenüber seiner ersten Saison kontinuierlich steigern. Bereits in seiner zweiten Spielzeit kam der Verteidiger auf 14 Scorerpunkte in 64 Spielen.

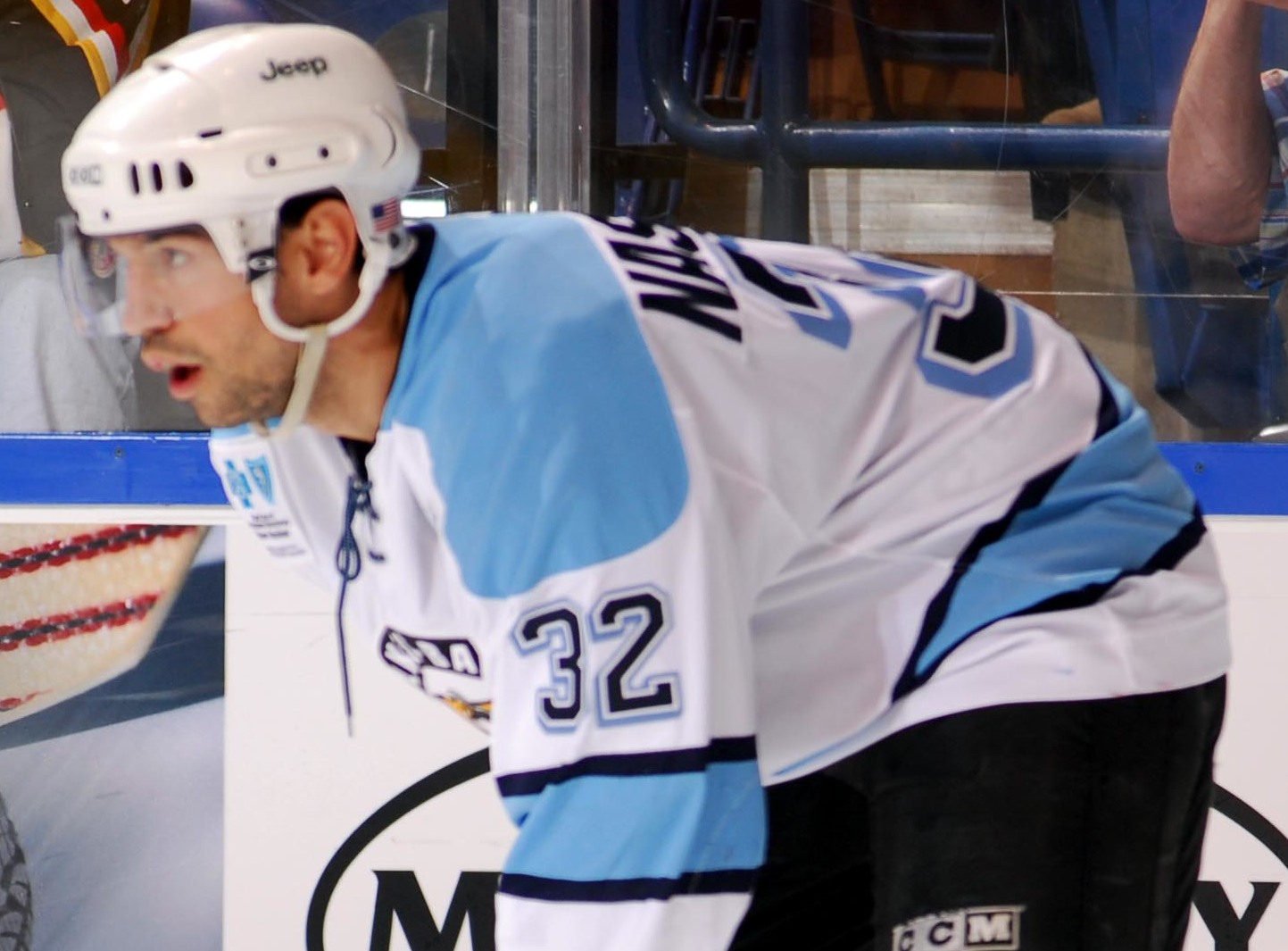
Nasreddine im Trikot der Wilkes-Barre/Scranton Penguins

Im Jahr 1993 wurde Nasreddine von den Florida Panthers im NHL Entry Draft in der sechsten Runde an insgesamt 135. Stelle ausgewählt. Allerdings wechselte Nasreddine nicht sofort in die American Hockey League (AHL) oder National Hockey League (NHL), sondern innerhalb der LHJMQ zu den Saguenéens de Chicoutimi. Dort verblieb der Abwehrspieler zwei weitere Spielzeiten und schloss sich anschließend den Carolina Monarchs aus der AHL an, bei denen er jedoch lediglich fünf Scorerpunkte in 63 Spielen verbuchen konnte. In den folgenden sechs Jahren wechselte Nasreddine mehrmals den Verein und unterzeichnete zur Saison 1998/99 einen Vertrag bei den Chicago Blackhawks, bei denen er jedoch nur sieben Spiele bestritt und die er während Saison in seine Heimat zu den Canadiens de Montréal verließ. Vier Jahre später und nach erneut mehrmaligen Vereinswechseln sowie drei Spielen für die New York Islanders, schloss sich Nasreddine durch ein Tauschgeschäft mit Steve Webb den Pittsburgh Penguins an. Allerdings kam der Linksschütze überwiegend in deren Farmteam, die Wilkes-Barre/Scranton Penguins, zum Einsatz. Dennoch brachte er es auf insgesamt 50 NHL-Spiele, in denen der Kanadier fünf Scorerpunkte erzielen konnte.
Nachdem ein erneutes Engagement in der höchsten nordamerikanischen Spielklasse auch aufgrund seines Alters unwahrscheinlich geworden war, zog es Nasreddine zur Saison 2008/09 in die Deutsche Eishockey Liga (DEL) zu den Nürnberg Ice Tigers, wo er bis 2010 spielte.
Anschließend nahm er ein Angebot der Wilkes-Barre/Scranton Penguins an, um dort als Assistenztrainer unter John Hynes zu arbeiten. Nach fünf Spielzeiten bei den Penguins wechselte er im Juni 2015 gemeinsam mit Hynes, der Cheftrainer wurde, zu den New Jersey Devils in die NHL. Bei den Devils übernahm er im Dezember 2019 nach Entlassung von Hynes interimsweise die Funktion des Cheftrainers. Bis zum Saisonende bestritt er in dieser Position 43 Partien, ehe er das Amt im Juli 2020 an Lindy Ruff abgab und weiterhin als dessen Assistent im Trainerstab der Devils verblieb. Nach letztlich sechs Jahren bei den Devils verließ er das Team nach der Saison 2021/22 und wurde im Juli 2022 als neuer Assistenztrainer bei den Dallas Stars vorgestellt.

## Erfolge und Auszeichnungen
- 1994 Coupe-du-Président-Gewinn mit den Saguenéens de Chicoutimi
- 1995 LHJMQ Second All-Star Team

## Karrierestatistik
(Legende zur Spielerstatistik: Sp oder GP = absolvierte Spiele; T oder G = erzielte Tore; V oder A = erzielte Assists; Pkt oder Pts = erzielte Scorerpunkte; SM oder PIM = erhaltene Strafminuten; +/− = Plus/Minus-Bilanz; PP = erzielte Überzahltore; SH = erzielte Unterzahltore; GW = erzielte Siegtore; 1 Play-downs/Relegation; Kursiv: Statistik nicht vollständig)